# Anchotatus
Anchotatus is een geslacht van rechtvleugeligen uit de familie Proscopiidae. De wetenschappelijke naam van dit geslacht is voor het eerst geldig gepubliceerd in 1890 door Brunner von Wattenwyl.

## Soorten
Het geslacht Anchotatus omvat de volgende soorten:
- Anchotatus brevicornis Caudell, 1912
- Anchotatus camposi Bolívar, 1897
- Anchotatus chapmani Mello-Leitão, 1939
- Anchotatus danae Liana, 1972
- Anchotatus difficilis Mello-Leitão, 1939
- Anchotatus ecuadoricus Hebard, 1924
- Anchotatus griseus Liana, 1980
- Anchotatus janinae Liana, 1972
- Anchotatus peruvianus Brunner von Wattenwyl, 1890
- Anchotatus pugnax Mello-Leitão, 1939
- Anchotatus similis Liana, 1980
- Anchotatus subapterus Brunner von Wattenwyl, 1890
- Anchotatus unanimus Mello-Leitão, 1939
- Anchotatus weidneri Liana, 1980